# Santa Iria de Azoia, São João da Talha e Bobadela
Santa Iria de Azoia, São João da Talha e Bobadela (llamada oficialmente União das Freguesias de Santa Iria de Azoia, São João da Talha e Bobadela) es una freguesia portuguesa del municipio de Loures, distrito de Lisboa.

## Historia
Fue creada el 28 de enero de 2013 en aplicación de una resolución de la Asamblea de la República de Portugal promulgada el 16 de enero de 2013 con la unión de las freguesias de Bobadela, Santa Iria de Azoia y São João da Talha, pasando su sede a estar situada en la antigua freguesia de Santa Iria de Azoia.

## Demografía
| Gráfica de evolución demográfica de Santa Iria de Azoia, São João da Talha e Bobadela entre 2011 y 2021 |
| |
| Datos según el nomenclátor publicado por el INE portugués.                                              |